# Miguel Solans Soteras
Miguel Solans Soteras (Saragossa, 4 de desembre de 1944) és un advocat i polític català d'origen aragonès, militant del PSC-PSOE.
En 1967 es va llicenciar en dret a la Universitat de Saragossa i s'establí a Barcelona. Allí va compaginar el treball en algunes empreses amb un màster de direcció d'empreses a ESADE i d'un curs de diplomat al Centre d'Estudis Fiscals i Tributaris de Barcelona.
L'estiu de 1975 ingressà a Convergència Socialista de Catalunya i va participar en la formació del PSC en 1977. Fou membre del Consell Assessor de RTVE a Catalunya. Després de la victòria socialista a les eleccions generals espanyoles de 1982 el secretari general del PSC Joan Reventós i Carner el va proposar pel càrrec de governador civil de la província de Girona, càrrec que va ocupar des de desembre de 1982 fins a setembre de 1985, quan fou nomenat delegat del govern pel Pla Nacional contra la Droga. El novembre de 1992 deixà el càrrec quan fou nomenat Delegat del Govern espanyol a la Comunitat de Madrid. Deixà el càrrec el 4 d'agost de 1993 quan fou nomenat Delegat del Govern espanyol a Catalunya. Va ocupar el càrrec fins a maig de 1996, després de la victòria de José María Aznar a les eleccions generals espanyoles de 1996.